# David Bushnell
A nu se confunda cu istoricul David Bushnell.
David Bushnell (n. 1740 - d. 1824) a fost un inventator nordamerican, care a trăit în perioada Războiului de Independență al Statelor Unite ale Americii. El este considerat inventatorul submarinului. Submarinul construit de el, numit The Turtle, era propulsat de forța manuală a echipajului, și a fost folosit în scopuri militare.
David Bushnell, împreună cu  John Ericsson, Francis Pettit Smith, Robert Fulton și Josef Ressel, a adus un aport important la perfecționarea tenhicii navigației.
George Washington spunea despre el Bushnell este un om talentat care a realizat în domeniul tehnicii câteva invenții deosebite.